# Olivier Thierry d'Argenlieu
Pour les articles homonymes, voir Thierry d'Argenlieu (homonymie).
Olivier Charles Marie Thierry d'Argenlieu, né à Rochefort (Charente-Inférieure) le 19 mai 1887, Mort pour la France le 19 mai 1940, à Gouy, Aisne, est un général de brigade de l'armée française.
Sa sépulture ancestrale se situe à Avrechy (Oise), dont Argenlieu est un hameau.

## Biographie

### Enfance
Issu d’une famille d'ancienne  bourgeoisie picarde connue depuis le XVIIe siècle établie à Argenlieu, près d'Avrechy, dans l'Oise, Olivier Thierry d'Argenlieu est le fils d'un contrôleur général de la Marine, Olivier Thierry d'Argenlieu. Il est le frère de l'amiral Georges Thierry d'Argenlieu et le neveu du contre-amiral Émile Ternet.

### Service et mort
Le 7 juin 1937, il devient commandant du 151e régiment d'infanterie. Le 25 mars 1940, il est nommé chef d'état-major de la 9e Armée, dont le général Giraud prend le commandement le 16 mai 1940. Le 18 mai, ce dernier, après la dislocation de son armée, donne l'ordre à d'Argenlieu de rejoindre le PC principal au Catelet, où le général d'aviation Raoul Augereau a été tué la veille. D'Argenlieu tombe sur une colonne allemande au niveau de Gouy et est tué.
Il est l'un des treize officiers généraux français morts au cours des opérations de mai-juin 1940.

## Grades et distinctions
- Avancement :
  - lieutenant-colonel (6 octobre 1932)
  - colonel (24 juin 1936)
  - général de brigade (25 mars 1940)

- Distinctions :
  - officier de la Légion d'honneur[7]